# Anastasija Romanovna
Anastasija Romanovna Zakharina-Jurijeva (rus. Анастасия Романовна Захарьина-Юрьева) (?, 1530. - ?, 7. kolovoza 1560.), ruska carica i prva supruga ruskog cara Ivana IV. Groznog. Bila je majka cara Fjodora I. († 1598.), posljednjeg Rjurikoviča na ruskom prijestolju i praujna Mihajla I., prvog cara iz dinastije Romanova.
Bila je kći ruskog boljara Romana Jurjeviča Zakharin-Jurjeva († 1543.) i Uliane Ivanovne († 1579.). Udala se za Ivana IV. dana 3. veljače 1547. godine i s njim je imala ukupno šestero djece (Ana, Marija, Dmitrij Ivanovič, Ivan Ivanovič, Eudoksija i Fjodor I.). Godine 1560. se razbolila i uskoro umrla. Njen suprug, Ivan IV. je sumnjao da su je otrovali boljari, zbog čega im se osvetio.